# William McKinley
William McKinley (29. siječnja 1843. – 14. rujna 1901.), američki političar, 25. predsjednik SAD od 1897. – 1901. 
Na mjesto predsjednika je izabran kao kandidat Republikanske stranke. Jedno od glavnih oblježja njegovog mandata bila je politika imperijalizma. Započeo je Američko-španjolski rat, anektirao Havaje i stavio Kubu i Portoriko pod američku kontrolu. Godine 1898. imenovao je tzv. Industrijsko povjerenstvo koje je imalo zadaću istražiti utjecaj velikih konglomerata, trustova, na gospodarstvo. Izvješće tog povjerenstva njegovom nasljedniku Theodoreu Rooseveltu označit će početak politike razbijanja trustova. Ubio ga je 1901. za vrijeme posjete gradu Buffalou u saveznoj državi New York anarhist Leon Czolgosz.
Po njemu je nazvan najviši vrh Sjeverne Amerike, Mount McKinley na Aljaski.